# Tina Unterberger
Tina Unterberger (* 13. April 1986 im Gerichtsbezirk Bad Ischl) ist eine österreichische Naturbahnrodlerin. Die Bad Goiserin ist seit dem Jahr 2002 Mitglied des österreichischen Naturbahnrodelteams. Bei der Weltmeisterschaft 2017 in Vatra Dornei gewann der „Rodelfloh“ mit ihren Teamkollegen Thomas Kammerlander und Rupert Brüggler/Tobias Angerer ihren ersten Weltmeistertitel im Teambewerb, sowie erstmalig die Bronzemedaille im Einsitzer. Dieselbe Teamkonstellation schlug auch bei der Europameisterschaft 2018 auf der Winterleiten zu und krönten sich zum Europameister im Teambewerb, im Einsitzer schnappte sich Unterberger die Bronzemedaille. Im Weltcup fuhr sie seit 2003 über hundert Mal unter die schnellsten zehn Damen und erzielte als bestes Gesamtweltcupergebnis den zweiten Rang in der Saison 2022/2023. Bisher konnte sie 35 Weltcup Podestplätze erreichen, davon zwei Siege. Unterberger ist ebenso mehrmalige Österreichische Staatsmeisterin sowie Oberösterreichische Landesmeisterin.

## Karriere

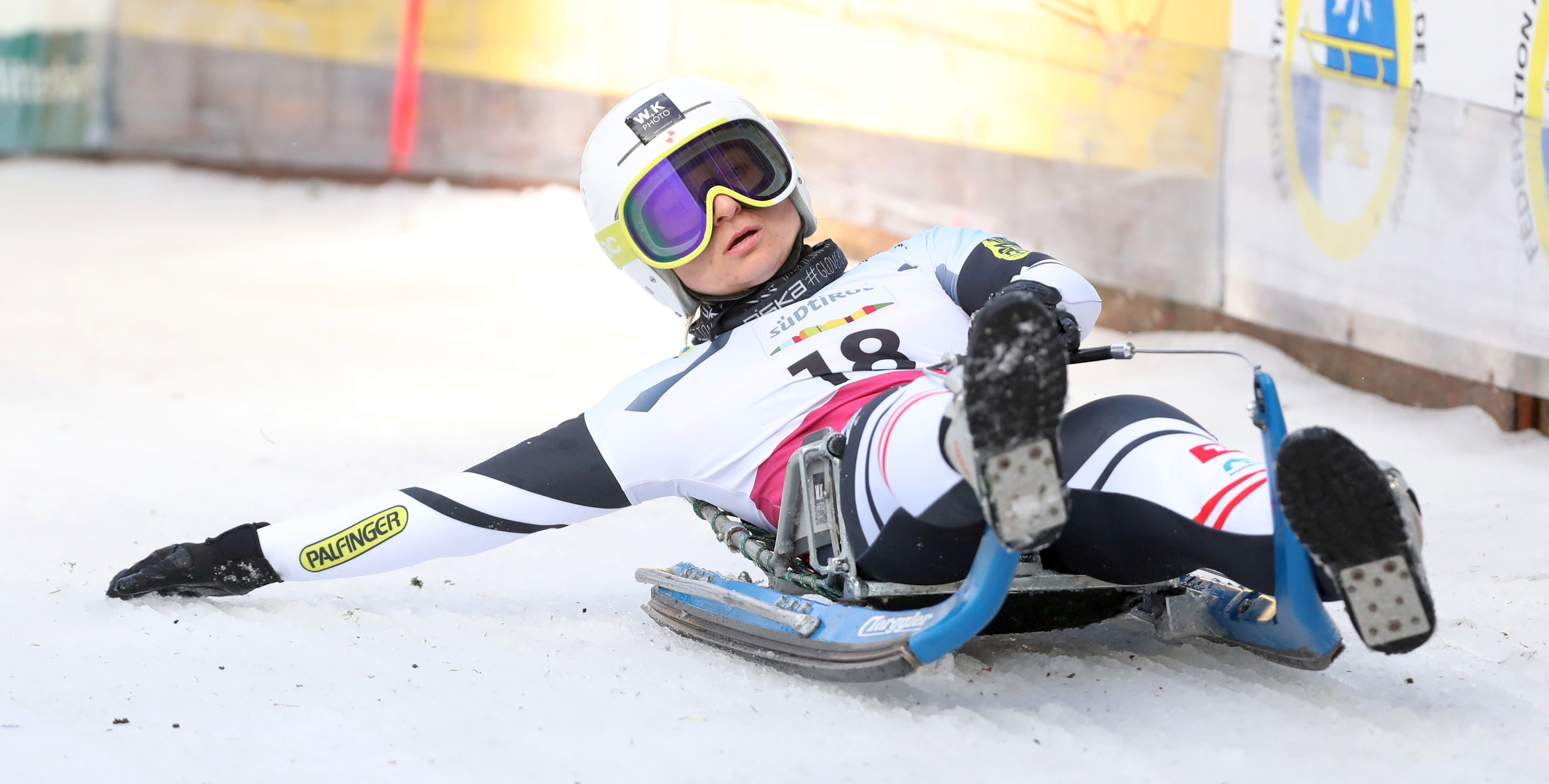
Tina Unterberger beim Weltcup in Mariazell (2022)

Unterberger begann 1996 mit dem Rodelsport. Im selben Jahr erreichte sie, wie auch 1998, den dritten Platz bei den FIL-Jugendspielen. 1998 und 1999 wurde sie Österreichische Schüler- bzw. Jugendmeisterin und 2003 Österreichische Juniorenmeisterin. Nach guten Ergebnissen im Interkontinentalcup kam sie am 30. Jänner 2003 in Kindberg zu ihrem ersten Weltcupeinsatz, bei dem sie den zehnten Platz belegte. Wenige Tage später erzielte sie bei der Junioreneuropameisterschaft 2003 den siebenten Rang.
In der Saison 2003/2004 erreichte Unterberger bei der Juniorenweltmeisterschaft in Kindberg den sechsten Platz und bei der Europameisterschaft in Hüttau, ihrem ersten Titelkampf in der Allgemeinen Klasse, Rang zwölf. Im Weltcup nahm sie in diesem Winter an drei Rennen teil und belegte Rang 16 im Gesamtklassement. Bei der Junioreneuropameisterschaft 2005 in Kandalakscha fuhr sie auf Platz sieben und bei der Weltmeisterschaft 2005 in Latsch auf Rang neun im Einsitzer. Zudem kam sie bei der Weltmeisterschaft mit dem Team Österreich II auf Rang sechs im Mannschaftswettbewerb.
In der Weltcupsaison 2004/2005 konnte sich Unterberger in allen fünf Rennen, an denen sie teilnahm, unter den besten zehn klassieren, wobei ihr am 22. Jänner 2005 mit Platz fünf in Latzfons ihr bis dahin bestes Resultat in einem Weltcuprennen gelang. Im Gesamtweltcup erreichte sie damit den achten Platz, ebenso wie in der Saison 2005/2006, in der sie viermal unter die schnellsten zehn fuhr. Bei den Titelkämpfen erreichte sie 2006 keine Top-10-Ergebnisse: Die Juniorenweltmeisterschaft in Garmisch-Partenkirchen beendete sie an elfter Stelle und die Europameisterschaft in Umhausen auf Rang 14. Bei der Weltmeisterschaft 2007 in Grande Prairie und bei der Europameisterschaft 2008 in Olang kam sie als Zehnte bzw. Neunte wieder in die Top 10.
Nachdem sie in der Weltcupsaison 2006/2007 nur zwei Top-10-Ergebnisse erzielte und im Gesamtklassement auf Platz elf zurückfiel, fuhr Unterberger in der Saison 2007/2008 in allen sechs Rennen unter die besten zehn, womit sie als Siebente der Endwertung ihre bis dahin beste Platzierung im Gesamtweltcup erreichte. In der Weltcupsaison 2008/2009 wurde sie mit insgesamt fünf Top-10-Plätzen zum dritten Mal nach 2005 und 2006 Achte im Gesamtweltcup. Bei der Weltmeisterschaft 2009 in Moos in Passeier belegte sie Rang zehn im Einsitzer und Platz fünf im Mannschaftsbewerb und bei der Europameisterschaft 2010 in St. Sebastian Rang neun im Einsitzer. Die Weltcupsaison 2009/2010 beendete sie mit drei Top-10-Platzierungen am zehnten Gesamtrang. Ebenfalls drei Top-10-Platzierungen, wobei zwei siebente Plätze in Kindberg und Unterammergau ihre besten Ergebnisse waren, und wieder den zehnten Gesamtrang erreichte sie in der Saison 2010/2011, in der sie allerdings nicht an den beiden Auftaktrennen in Nowouralsk teilnahm. Bei der Weltmeisterschaft 2011 in Umhausen fuhr Unterberger auf den zwölften Platz.
In der Saison 2011/2012 gelang es Unterberger zum zweiten Mal, in allen sechs Weltcuprennen des Winters unter die schnellsten zehn zu fahren. Sie egalisierte mit dem fünften Platz im Auftaktrennen in Latzfons ihr bisheriges Bestergebnis in einem Weltcuprennen und erreichte als Fünfte des Endklassements ihr bisher bestes Gesamtresultat. Bei der Europameisterschaft 2012 in Nowouralsk gewann sie mit dem zweiten Platz im Mannschaftswettbewerb ihre erste Medaille bei internationalen Titelkämpfen, ebenso beim Weltcuprennen in Olang ihr erstes Weltcupstockerl im Team. Im Einsitzer erreichte sie als Siebte ihr bislang bestes Ergebnis bei Welt- und Europameisterschaften.
In der Saison 2012/2013 platzierte sie sich beim Doppelweltcup in Rumänien zweimal auf dem vierten Rang und erreichte den sechsten Rang im Gesamtweltcup. Die Weltmeisterschaft 2013 in Deutschnofen/Italien beendete Unterberger als Sechste.
Mit dem Trainerwechsel zu Robert Batkowski gelang es Unterberger gleich zu Saisonbeginn Saison 2013/2014 mit ihrem ersten Weltcuppodestplatz in Nowouralsk aufzuzeigen. Diesen zweiten Platz wiederholte sie beim Parallelweltcup auf der Seiser Alm und übernahm kurzzeitig die Weltcupführung. Ihre erste Einsitzer-Medaille bei Großveranstaltungen holte sich der „Rodelfloh“ bei der Europameisterschaft 2014 in Umhausen, im Teambewerb sicherte sich mit Thomas Kammerlander und Christian Schopf / Andreas Schopf Bronze. Unterberger beendete den Gesamtweltcup der Saison 2013/2014 auf dem dritten Rang und gewann somit ihre erste Kristallkugel.
In ihrer bisher erfolgreichsten Saison 2016/2017 fuhr Unterberger fünfmal aufs Podium. Sie gewann dabei den Weltcupauftakt in Kühtai, erkämpfte sich in Latsch, Moskau und Umhausen den zweiten Platz, sowie den dritten Platz in Moskau im Verfolgungsbewerb. Damit sicherte sie sich im Gesamtweltcup den 3. Rang im Einsitzer in der Saison 16/17. Bei der Weltmeisterschaft 2017 in Vatra Dornei gewann Unterberger mit ihren Teamkollegen Thomas Kammerlander und Brüggler/Angerer ihren ersten Weltmeistertitel im Teambewerb, sowie die Bronzemedaille im Einsitzer.
Die Saison 2017/2018 begann für den „Rodelfloh“ zunächst vielversprechend mit einem zweiten Platz beim Weltcupauftakt in Kühtai, musste sich aber in den darauf folgenden Weltcupwettbewerben in Latzfons, Moos, Mariazell und Deutschnofen jeweils mit dem vierten und fünften Rang zufriedengeben. Bei der Europameisterschaft 2018 auf der Winterleiten gelang es Unterberger mit einer fulminanten Aufholjagd von Platz 8 auf den dritten Rang vorzufahren und schnappte sich ihre zweite Bronzemedaille im Einsitzer. Im Teambewerb wiederholte sie mit ihren Teamkollegen Thomas Kammerlander und Brüggler/Angerer das Kunststück aus dem Vorjahr und sicherte sich ihren ersten Europameistertitel. Mit einem dritten Rang in Umhausen beendet Unterberger den Gesamtweltcup Saison 17/18 auf Platz 3 und holte sich ihre dritte Kristallkugel.
Neben dem Naturbahnrodeln nimmt Unterberger im Sommer auch an Wettbewerben im Rollenrodeln teil, sowohl im Einsitzer als auch im Doppelsitzer zusammen mit Michael Scheikl. Im Doppelsitzer wurden sie Weltmeister (Grindelwald, 2017 & Gmunden, 2015) als auch Europameister (Feldthurns, 2016 & Bühl, 2014), sie gewannen mehrmals die Gesamtwertung des Austrian Rollenrodelcups und sind vielfache Österreichische Meister. Auch im Einsitzer erzielte sie mehrere Siege und Meistertitel. 2013 konnte Unterberger die Gesamtwertung des Austrian Rollenrodelcups für sich entscheiden. Sie ist Vizeweltmeisterin (Gmunden, 2015) und gewann zweimal die Bronzemedaille bei Europameisterschaften (Grindelwald, 2015 & Bühl, 2014).

## Privat
Unterberger maturierte 2006 an der Bundeshandelsakademie in Bad Ischl und schloss 2014 das Bachelorstudium für Sportmanagement an der Universität Innsbruck, sowie 2016 das Masterstudium Training und Sport an der Fachhochschule Wiener Neustadt ab.

## Erfolge

### Weltmeisterschaften
- Latsch 2005: 9. Einsitzer, 6. Mannschaft
- Grande Prairie 2007: 10. Einsitzer
- Moos in Passeier 2009: 10. Einsitzer, 5. Mannschaft
- Umhausen 2011: 6. Einsitzer, 12. Einsitzer
- Deutschnofen 2013: 6. Einsitzer, dnf Mannschaft
- St. Sebastian 2015: 5. Einsitzer
- Vatra Dornei 2017: 3. Einsitzer, 1. Mannschaft
- Latzfons 2019: 3. Einsitzer, 2. Mannschaft
- Umhausen 2021: 3. Einsitzer, 2. Mannschaft
- Deutschenofen 2023: 3. Einsitzer, 2. Mannschaft
- Kühtai 2025: 5. Einsitzer

### Europameisterschaften
- Hüttau 2004: 12. Einsitzer
- Umhausen 2006: 14. Einsitzer
- Olang 2008: 9. Einsitzer
- St. Sebastian 2010: 9. Einsitzer
- Nowouralsk 2012: 7. Einsitzer, 2. Mannschaft
- Umhausen 2014: 3. Einsitzer, 3. Mannschaft
- Moos in Passeier 2016: 7. Einsitzer, 2. Mannschaft
- Winterleiten 2018: 3. Einsitzer, 1. Mannschaft
- Moskau 2020: 2. Mannschaft, 3. Einsitzer
- Laas 2022: 2. Mannschaft, 3. Einsitzer
- Jaufental 2024: 5. Einsitzer

### Juniorenweltmeisterschaften
- Kindberg 2004: 6. Einsitzer
- Garmisch-Partenkirchen 2006: 11. Einsitzer

### Junioreneuropameisterschaften
- Kreuth 2003: 7. Einsitzer
- Kandalakscha 2005: 7. Einsitzer

### Weltcup
- 2. Gesamtrang im Einsitzer in der Saison 2022/2023, 2024/2025
- 3. Gesamtrang im Einsitzer in der Saison 2013/2014, 2016/2017, 2017/2018, 2019/2020, 2020/2021 und 2023/2024
- 4. Gesamtrang im Einsitzer in der Saison 2014/2015, 2015/2016, 2018/2019 und 2021/2022
- 5. Gesamtrang im Einsitzer in der Saison 2011/2012
- 39 Podestplätze, davon zwei Weltcupsiege

| Datum             | Ort    | Land       |
| ----------------- | ------ | ---------- |
| 13. Dezember 2015 | Kühtai | Österreich |
| 11. Dezember 2016 | Kühtai | Österreich |

### Österreichische Meisterschaften
- Österreichische Staatsmeisterin im Einsitzer 2014, 2017, 2018, 2019, 2020, 2021, 2022 und 2023
- Österreichische Meisterin im Einsitzer 2005, 2015
- Österreichische Juniorenmeisterin im Einsitzer 2003
- Österreichische Jugendmeisterin im Einsitzer 1999
- Österreichische Schülermeisterin im Einsitzer 1998
- Österreichische Meisterin im Doppelsitzer mit Michael Scheikl 2007, 2008, 2012, 2014, 2015, 2016, 2022

### Großer Preis von Europa Rollenrodeln
- Grindelwald 2005: 4. Damen
- Triesenberg 2006: 2. Damen, 1. Doppelsitzer
- Zelezniki 2007: 1. Damen, 1. Doppelsitzer
- Gmunden 2009: 1. Damen, 1. Doppelsitzer
- Feldthurns 2010: 1. Damen, 2. Doppelsitzer
- Neukirchen 2011: 5. Damen, 2. Doppelsitzer
- Podjubelj 2012: 2. Damen, 1. Doppelsitzer

### Europameisterschaften Rollenrodeln
- Grindelwald 2013: 3. Damen, 2. Doppelsitzer
- Bühl-Neusatz 2014: 3. Damen, 1. Doppelsitzer
- Feldthurns 2016: 1. Damen, 1. Doppelsitzer

### Weltmeisterschaften Rollenrodeln
- Gmunden 2015: 2. Damen, 1. Doppelsitzer
- Grindelwald 2017: 4. Damen, 1. Doppelsitzer
- Lokve 2019: 2. Damen, 1. Doppelsitzer, 3. Team
- Tyrnau 2021: 2. Doppelsitzer

## Auszeichnungen (Auszug)
- 2013: Oberösterreichisches Landes-Sportehrenzeichen in Silber
- 2017: Goldenes Ehrenzeichen für Verdienste um die Republik Österreich[1]
- 2018: Oberösterreichisches Landes-Sportehrenzeichen in Gold
- 2022: Sportehrenzeichen der Marktgemeinde Bad Goisern am Hallstättersee in Gold